# Un'estate al mare/Bing Bang Being
Un'estate al mare / Bing bang being è il 9° singolo della cantautrice Giuni Russo, pubblicato nell'aprile del 1982, per la casa discografica CGD.
Il singolo trainato dallo straordinario successo di Un'estate al mare, giunse dal 7 agosto 1982 ai vertici della classifica, rimanendoci fino al 20 novembre 1982.
Il 45 giri, venne distribuito oltre che in Italia, anche sul mercato estero, come Germania (CGD ARIOLA 104 397-100), mentre l'edizione destinata al mercato della Francia, non contiene il brano Bing bang being ma il brano Good Good Bye e la sua copertina, mostra un'immagine della Russo e una grafia, diversa, rispetto all'edizione italiana e tedesca.

## Un'estate al mare
Un'estate al mare è la canzone pubblicata sul lato a del singolo.
Il brano dallo stile "marittimo-vacanziero", da richiamo alle vacanze estive, ma mai banale, riuscì ad ottenere uno straordinario successo di vendite e di critica, divenendo il brano di maggior popolarità e di vendite di Giuni Russo.
Il testo fu scritto da Franco Battiato, mentre la musica, sempre da Battiato e dal violinista Giusto Pio.

## Bing bang being
Bing bang being è la canzone pubblicata come lato b del singolo.
Il brano racchiude delle personali riflessioni, ironiche, astratte, sulla forma del verbo essere, in lingua inglese. Nel testo, viene citato il Kyrie Eleison, una preghiera liturgica.
Il testo fu scritto da Tommaso Tramonti, pseudonimo di Henri Thomasson, allievo diretto di Georges Ivanovič Gurdjieff e maestro spirituale di Franco Battiato, mentre la musica da Giuni Russo e da Maria Antonietta Sisini.

## Tracce
Lato A
1. Un'estate al mare – 3:15 (Franco Battiato - Giusto Pio)

Lato B
1. Bing bang being – 3:07 (Tommaso Tramonti - Giuni Russo - Maria Antonietta Sisini)

## Edizione su CD del 1990
1. Un'estate al mare – 3:15 (Franco Battiato - Giusto Pio)
2. Una vipera sarò – 3:07 (Franco Battiato - Giuni Russo - Maria Antonietta Sisini)

Il numero del catalogo è: CGD 3984 23892-9.

## Andamento nella classifica italiana dei 45 giri
| Classifica italiana 45 giri | Classifica italiana 45 giri | Classifica italiana 45 giri | Classifica italiana 45 giri | Classifica italiana 45 giri | Classifica italiana 45 giri | Classifica italiana 45 giri | Classifica italiana 45 giri | Classifica italiana 45 giri | Classifica italiana 45 giri | Classifica italiana 45 giri | Classifica italiana 45 giri | Classifica italiana 45 giri | Classifica italiana 45 giri | Classifica italiana 45 giri | Classifica italiana 45 giri | Classifica italiana 45 giri |
| Settimana                   | 01                          | 02                          | 03                          | 04                          | 05                          | 06                          | 07                          | 08                          | 09                          | 10                          | 11                          | 12                          | 13                          | 14                          | 15                          | 16                          |
| --------------------------- | --------------------------- | --------------------------- | --------------------------- | --------------------------- | --------------------------- | --------------------------- | --------------------------- | --------------------------- | --------------------------- | --------------------------- | --------------------------- | --------------------------- | --------------------------- | --------------------------- | --------------------------- | --------------------------- |
| Posizione                   | 10                          | 9                           | 4                           | 4                           | 2                           | 3                           | 3                           | 3                           | 4                           | 6                           | 6                           | 7                           | 9                           | 10                          | 11                          | 11                          |

## Crediti
- Produzione: Angelo Carrara per "Target"
- Arrangiamento: Franco Battiato e Giusto Pio
- Realizzazione: Alberto Radius
- Grafica: Francesco Messina